# Clémentine Verdier
Pour les articles homonymes, voir Verdier.
Clémentine Verdier est une actrice française, née à Lyon.

## Biographie
Après un bac scientifique et Hypokhâgne/ Khâgne au lycée du Parc à Lyon, elle se forme à  l’ENSATT (École Nationale Supérieure des Arts et Techniques du Théâtre).
A sa sortie, elle intègre la troupe du Théâtre national populaire et joue dans de nombreux spectacles : Coriolan, Par-dessus bord, Mademoiselle Julie dont elle incarne le rôle-titre au Théâtre national de la Colline avec Wladimir Yordanoff, Farces et comédies de Molière, Siècle d'Or espagnol, Graal Théâtre...
Elle est la Princesse Léonide dans Le Triomphe de l'amour de Michel Raskine et monte un Partage de midi.
Elle joue dans trois spectacles de Guy Pierre Couleau, sous la direction de Brigitte Jaques-Wajeman au Théâtre des Abbesses et dans La Double Inconstance de Galin Stoev au Théâtre de l'Odéon.
Au cinéma, on peut la voir dans K.O. de Fabrice Gobert, Placés de Nessim Chikhaoui, Les Volets verts de Jean Becker.
Elle tourne dans de nombreux courts métrages, en français et en anglais, et reçoit plusieurs prix d'interprétation.
A la télévision, elle travaille notamment avec Fabrice Gobert, Cyril Mennegun, Slimane-Baptiste Berhoun, Sullivan Le Postec, Akim Isker, Stéphan Kopecky, Delphine Lemoine, Julien Zidi, Hervé Brami, Jean-Marc Thérin, Christophe Lamotte, Jérôme Navarro.
Dans la série Les Engagés de Sullivan Le Postec, elle incarne la femme politique Virginie Tellier en saison 2 et saison 3.
Elle est Laëtitia Lefranc, mère atteinte du syndrome de Münchhausen par procuration, dans une arche de DNA.
Elle travaille régulièrement pour les fictions France Culture et France Inter et prête sa voix à des films et documentaires.

## Filmographie

### Cinéma

#### Longs métrages
- 2016 : K.O. de Fabrice Gobert : Policière / Barmaid
- 2021 : Placés de Nessim Chikhaoui : Policière
- 2021 : Les volets verts de Jean Becker : Femme Café de la Paix
- 2022 : Des voix de François Szabowski : Mère de Léa
- 2022 : Et pourtant je l’aimais de Fouzia Brick : La Propriétaire
- 2024 : Ce qui se voit et ce qui ne se voit pas de Laurent Firode : La Cliente

#### Courts métrages
- 2006 : Fin de Samuel Theis : Elle
- 2018 : Flagrant de Guillaume Scaillet, La Femis : Tina
- 2018 : Dispersion d'Aurélia Dury : Isabelle
- 2018 : Triple Boucle de Maëlla Mickaëlle : Thina
- 2019 : Rose bonbon de Mathias Renou, La Femis : Lili
- 2019 : A Matter of Time de Killian Huet : Emily

Prix d'interprétation Festival Ciné Relève 2022
- 2020 : Une partie en l'air de Geoffrey Fighiera : Isabelle

Grand Prix Festival Cognac 2020 
Prix d’interprétation féminine Not Film Fest 2021 
Best Achievement + Prix d’interprétation féminine Mammoth Film Festival 2022
Best Crime - Beeston Film Festival 2022
- 2020 : Entretien de Lada Imamovic : Woman
- 2021 : Pavillon RDC de Maryline Nobili : La Mère
- 2021 : Bow down de Sophie Lee et Benjamin Ramírez Perez : Nora
- 2024 : Verme de Alan Nabeebuccus : La Psychiatre
- 2024 : Prime Tight de Catalina Justo-Haber et Esteban Sanchez Del Rio : Mystic Magalie

### Télévision
- 2008 : La Louve de Bruno Bontzolakis : Jeune Prostituée
- 2010 : Louis la Brocante de Pierre Sisser : Militante
- 2011 : Interpol de Jérôme Navarro : Secrétaire labo
- 2013 : Deux petites filles en bleu de Jean-Marc Thérin : Infirmière
- 2014 : Chérif de Hervé Brami : Karine Ariège
- 2015 : Les Revenants de Fabrice Gobert : Militaire femme
- 2017 : Insoupçonnable de Christophe Lamotte : Policière
- 2018 : Mytho de Fabrice Gobert : Femme SAV
- 2018 : Les Engagés, de Slimane-Baptiste Berhoun : Virginie Tellier
- 2018 : Tandem de Delphine Lemoine : Garance Corbier
- 2019 : Le Canal des secrets, téléfilm de Julien Zidi : Sandrine Richome
- 2020 : Les Engagés XAOC, de Sullivan le Postec et William Samaha : Virginie Tellier
- 2021 : Esprit d’hiver, de Cyril Mennegun : Louise
- 2021 : DNA, arche "Un garçon si parfait" : Laetitia Lefranc
- 2021 : Visions, de Akim Isker : La Dame
- 2022 : Bardot de Daniele Thompson et Christopher Thompson : Marguerite
- 2022 : Joséphine, ange gardien, de Stephan Kopecky : Dr Strauss
- 2022 : 66-5, de Danièle Arbid et Keren Ben Rafael : Maître Noguerra
- 2023 : Albine, Betsy et les autres, de Dominique Maestrati : Albine de Montholon
- 2024 : Face à face de Nolwenn Lemesle : Doris Grünwald
- 2024 : Enquêtes en famille de Dominique Farrugia : Sybille
- 2024 : Lost Media de Timothée Hochet et Lucas Pastor : Jane
- 2025 : Face à face : Doris Grunwald (saison 3, épisode 6)

## Doublage

### Cinéma

#### Films
- 2023 : Paradise : Marion (Cornelia Heyse (de))
- 2023 : Maestro : Lil (Sara Sanderson) et Ellen Adler (Kate Eastman)
- 2024 : Megalopolis : Sunny Hope Catilina (Haley Sims)

#### Films d'animation
- 2024 : Moi, moche et méchant 4 : Patsy Prescott

### Télévision

#### Téléfilms
- 2017 : La Folie de Nietzsche : Elisabeth Nietzsche (Milena Dreißig (de))
- 2021 : Noël entre sœurs : Donna jeune (Hailey Smith)
- 2022 : Coup de foudre pour l'esprit de Noël : Lily Baron (Kate MacCluggage)
- 2023 : Meurtre au bout du fil : Juliette (Katie Buitendyk)

#### Séries télévisées
- 2021 : Maid : Tania (Christie Burke (en)) et Jackie (Carmela Sison) (mini-série)
- 2023 : Truth Be Told : Le Poison de la vérité : Sarah Hanks (Samantha Harris (en)) (saison 3, épisode 8)
- 2023 : Dreaming Whilst Black (en) : Helen (Isy Suttie (en))
- 2023 : Pour Marnie (en) : Alice (Melissa Collier)
- 2023 : Chicago Police Department : Vicky Cooper (Kate Black-Spence) (saison 10, épisode 10) et la directrice (Jennefer Folsom) (saison 10, épisode 12)
- 2023 : Les Rois de Bombay (en) : Raziya (Reyna Vashishtha) et la femme du boucher (Neeta Jhanjhi)
- 2023 : Love and Death : la présentatrice des infos (GiGi Erneta (en)) (mini-série)
- 2024 : D'une main de fer : Suzanna (Adriana Feito)

#### Documentaire
- 2016 : The Curse of Robert the Doll : Minnie Otto (Sarah Schulte)

## Théâtre
- 2001 : Ce soir on improvise d'après Pirandello et Peter Handke, mise en scène Bénédicte Belfis
- 2002 : Suite mentale d'après J. G. Ballard, mise en scène Lancelot Hamelin, Élysée (Lyon)
- 2005 : La Chasse aux rats de Peter Turrini, mise en scène Samuel Theis, ENSATT
- 2006 : Les Aveugles, Intérieur, La Mort de Tintagiles de Maeterlinck, mise en scène Christian Schiaretti, ENSATT
- 2006 : Un songe d’une nuit d’hiver, d'après Shakespeare et Georges Banu, mise en scène Silviù Purcarete, ENSATT
- 2006 : Les Troyennes[6] de Sénèque, mise en scène Christophe Perton, ENSATT
- 2006-08 : Coriolan de Shakespeare, mise en scène Christian Schiaretti, TNP[7] / Théâtre Nanterre-Amandiers[8]
- 2006-10 : Sganarelle ou le Cocu imaginaire, L'École des maris, Les Précieuses ridicules de Molière, mise en scène Christian Schiaretti, TNP / tournée France et étranger
- 2007 : Premières Armes de David Mambouch, mise en scène Olivier Borle, / TNP
- 2007 : Le Grand Théâtre du monde de Pedro Calderón de la Barca, mise en scène Christian Schiaretti, Rencontres de Brangues
- 2007 : Vers les démons d'après Dostoïevski, mise en scène Giampaolo Gotti, ENSATT (classe de mise en scène d’Anatoli Vassiliev)
- 2007-10 : La Jalousie du Barbouillé, Le Médecin volant de Molière, mise en scène Christian Schiaretti, TNP / tournée France[9]
- 2008 : Par-dessus bord de Michel Vinaver, mise en scène Christian Schiaretti, TNP[10] / Théâtre national de la Colline[11]
- 2009 : Pit-Bull de Lionel Spycher, mise en scène Mohamed Brikat, Théâtre de l’Iris (Villeurbanne)
- 2009 : Le Dialogue des Carmélites de Georges Bernanos, adaptation et mise en espace Gérald Garutti, Rencontres littéraires de Brangues
- 2009-10 : Le Dépit amoureux, L'Étourdi de Molière, mise en scène Christian Schiaretti, TNP[12]
- 2010 : La Fable du fils substitué de Luigi Pirandello, mise en scène Nada Strancar, TNP
- 2010 : Les chiens nous dresseront de Godefroy Segal, mise en scène Julien Gauthier, TNP
- 2010 : La Célestine de Fernando de Rojas, mise en scène Christian Schiaretti, TNP / Théâtre Nanterre-Amandiers
- 2010 : Don Juan de Tirso de Molina, mise en scène Christian Schiaretti, TNP] / Théâtre Nanterre-Amandiers
- 2010 : Don Quichotte d'après Cervantes, mise en scène Christian Schiaretti, TNP
- 2011 : Mademoiselle Julie d'August Strindberg, mise en scène Christian Schiaretti, Théâtre national de la Colline[13], TNP[14]
- 2011 : La Sublime Revanche, écrit et mis en scène par Camille Germser, Vingtième Théâtre
- 2012 : Merlin l’enchanteur de Florence Delay et Jacques Roubaud, mise en scène Julie Brochen et Christian Schiaretti, TNS / TNP
- 2012 : Procès en séparation de l’âme et du corps de Pedro Calderón de la Barca, mise en scène Christian Schiaretti, TNP
- 2012 : Maître Puntila et son valet Matti de Bertolt Brecht, mise en scène Guy Pierre Couleau, Comédie de l'Est (CDN de Colmar) / tournée France
- 2013 : Gauvain et le Chevalier vert de Florence Delay et Jacques Roubaud, mise en scène Julie Brochen, TNS / TNP
- 2013 : Opening night(s) de Dorothée Zumstein, mise en scène Elizabeth Macocco, Théâtre des Deux Rives (CDR Rouen)
- 2014 : Le Triomphe de l'amour de Marivaux, mise en scène Michel Raskine, TNP / tournée France
- 2014 : Perceval le Gallois de Florence Delay et Jacques Roubaud, mise en scène Christian Schiaretti, TNP / TNS
- 2014 : Mai Juin Juillet de Denis Guénoun, mise en scène Christian Schiaretti, 68è Festival d’Avignon / TNP
- 2014 : Calderón de Pier Paolo Pasolini, mise en scène Louise Vignaud, ENSATT (classe de mise en scène d'Alain Françon et Christian Schiaretti)
- 2014 : Lancelot du lac de Florence Delay et Jacques Roubaud, mise en scène Julie Brochen et Christian Schiaretti, TNS / TNP
- 2015 : Partage de midi de Paul Claudel, mise en scène Clémentine Verdier, TNP / tournée France
- 2016 : Amphitryon de Molière, mise en scène Guy Pierre Couleau, Comédie de l'Est / tournée France
- 2016 : Le Songe d'une nuit d'été de William Shakespeare, mise en scène Guy Pierre Couleau, Théâtre du Peuple de Bussang / CDE / tournée France
- 2017 : Madame Klein de Nicholas Wright, mise en scène Brigitte Jaques-Wajeman, Théâtre des Abbesses / TNP
- 2019 : La Double Inconstance de Marivaux, mise en scène Galin Stoev, CDN de Toulouse / Théâtre de l'Odéon / Théâtre de la Porte Saint Martin
- 2022 : J’accuse [France] de Annick Lefebvre, mise en scène Sébastien Bournac, Théâtredelacité
- 2023 : En Travers de sa gorge de et mise en scène Marc Lainé, Théâtre des Célestins / Théâtre du Rond Point

## Mise en scène
Elle met en scène Pétrarque / Kamikaze de Lancelot Hamelin et Du Sang sur le cou du chat de Fassbinder à l'ENSATT et Partage de midi de Paul Claudel au TNP et en tournée.